# Pilsley (Derbyshire Dales)
Pilsley – wieś w Anglii, w hrabstwie Derbyshire, w dystrykcie Derbyshire Dales. Leży w granicach Parku Narodowego Peak District, 37 km na północ od miasta Derby i 218 km na północny zachód od Londynu.
Nieopodal znajduje się rezydencja arystokratyczna Chatsworth House.